# Maux
Maux település Franciaországban, Nièvre megyében. Lakosainak száma 146 fő (2022. január 1.). Maux Chougny, Brinay, Limanton, Moulins-Engilbert, Saint-Péreuse, Sermages és Tamnay-en-Bazois községekkel határos.

## Népesség
A település népességének változása:
| Lakosok száma | 140  | 140  | 144  | 142  | 143  | 144  | 145  | 145  | 146  |
|               | 2013 | 2015 | 2016 | 2017 | 2018 | 2019 | 2020 | 2021 | 2022 |